# 萊什尼夫
50°14′37″N 25°5′13″E / 50.24361°N 25.08694°E
萊什尼夫（羅馬化：Leshniv）是烏克蘭西部的村莊，隸屬利維夫州的佐洛奇夫區。該村處於斯洛尼夫卡河畔，始建於1471年，面積1.65平方公里，海拔高度201米，2022年人口600，人口密度每平方公里695.76人。